# Jordfärger

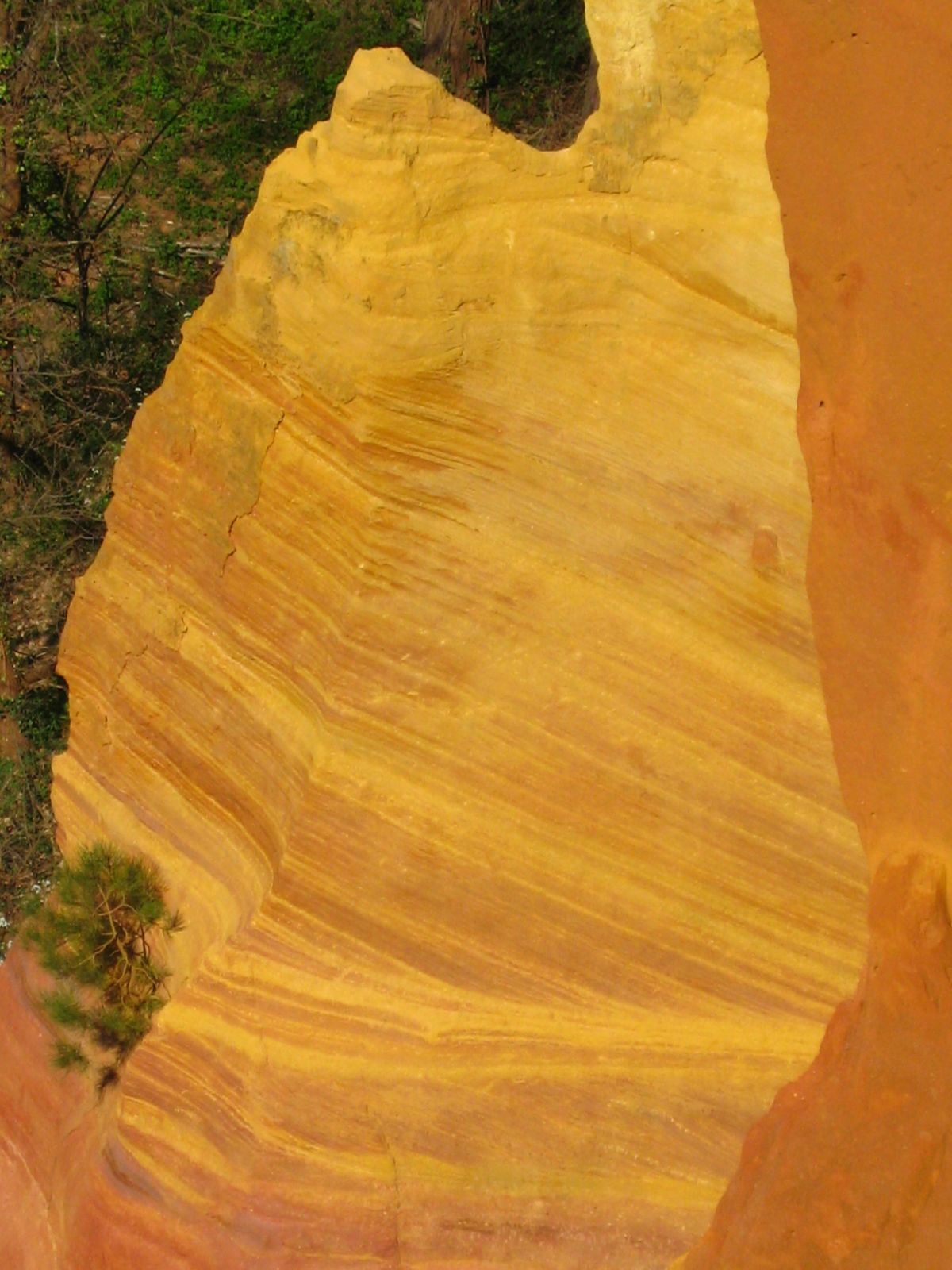
Ockrabrott, Roussillon, Frankrike.

Jordfärger är ett samlingsnamn för pigment som återfinns naturligt i jorden och som kan användas i målarfärg eller konstnärsfärg. Med en snävare definition syftar ordet på lerarter som är färgade av järnoxid eller järnhydroxid, men ofta innefattas även andra färgämnen hämtade från jorden. Jordfärger kan också användas för syntetiskt tillverkade pigment med samma färgande substanser som de naturliga  och för pigment tillverkade av krossade mineral.  En relativt vedertagen avgränsning är att jordfärger eller jordpigment syftar på pigment som är färdigbildade i jorden och som  endast behöver slammas och pulvriseras innan de kan användas. De vanligaste typerna kallas ockra, terra och umbra och ger gula, bruna och röda färger. 

## Egenskaper
Jordfärgerna är mycket hållbara mot nedbrytning av sol, vind och nederbörd. De är också alkalibeständiga ("kalkäkta") och kan användas i alla bindemedel. De har därmed fått stor betydelse i utvändigt måleri. Deras sammansättning varierar med både fyndplats och tid, vilket gör att varken utseende eller tekniska egenskaper är helt konstanta. Jämfört med motsvarande syntetiskt tillverkade pigment  innehåller de mindre av den färgande substansen och mer av andra ämnen. Detta gör oftast att jordfärgerna inte ger lika intensiva kulörer som sina syntetiska motsvarigheter. Färgen kan upplevas som lite dämpad, och får samtidigt en lyster som ofta går förlorad när man målar med renare pigment.

## Gula, bruna och röda lerjordar
De flesta jordfärger utgörs först och främst av lermineraler, bestående av olika varianter av aluminiumsilikat. De färgande beståndsdelarna är oftast järnoxid,  järnhydroxid och manganoxider i olika proportioner. Pigmentens namn hänvisar ofta till ursprunget och har fått leva kvar även när man hittat liknande pigment på andra ställen. I Frankrike används namnet ockra (ocre) för nästan alla jordpigment, även de röda. I Italien kallas jordpigmenten terra, som betyder jord på italienska, eller umbra, som betyder skugga. Bolus eller rödkrita är en röd jordfärg.
I Sverige har ockrorna oftast sålts som blandningar, med namn som gulockra, guldockra, ljusockra och, mörkockra. och i äldre litteratur kan man också hitta ord som gulåker eller åkergult (gulockra) och brunrot (från tyska Braunrot = brunröd). År 1912 introducerades en normalfärgserie för konstnärsfärger, och därmed etablerades ett mera enhetligt språkbruk. Gula jordpigment kallas idag ockra eller Terra di Siena. De kan ha mycket likartade kulörer men terra di Siena har normalt sämre brytkraft och täckförmåga och används därför främst i laserande färg. Umbra betecknar mera beskuggade bruna eller grönaktigt grå pigment.
När jordpigmenten hettas upp sker kemiska förändringar som förändrar kulören, och många av dem finns som både brända och obrända. De brända pigmenten blir mörkare och mer rödaktiga genom att gula järnhydroxider omvandlas till röda eller svarta järnoxider.
I den internationella pigmentdatabasen Colour Index kallas de naturliga järnoxidpigmenten, oavsett ursprung och handelsnamn, Pigment Yellow 43, Pigment Red 102 och Pigment Brown 7, med de verksamma ingredienserna specificerade som C.I 77491 och 77492.

## Övriga jordfärger och naturliga mineralpigment
Grönjord är en lerjord som finns i många varianter, från dämpat grågrönt till starkare och klarare grönt. Den brukar benämnas efter ursprungsorten, till exempel böhmisk eller cyprisk grönjord. Ett vanligt handelsnamn är Verona-grönjord, eller veronesergrönt, ett namn som förvirrande nog även har använts för det starkt gröna syntetiska mineralpigmentet Schweinfurtergrönt. Bränd grönjord blir rödbrun och har även den använts som pigment. Innan 1800-talets utveckling av gröna pigment med bättre brytkraft och täckförmåga var grönjord mycket vanligt, men används inte i dagens industriellt tillverkade målarfärg.
Kasselbrunt är, till skillnad från andra jordpigment, ett organiskt pigment och består huvudsakligen av brunkol, det vill säga multnande växtdelar och dylikt. Det betyder att egenskaperna skiljer sig från andra jordfärgers, och kasselbrunt kan inte användas i kalkfärg. Andra namn är kölnerumbra och vandyckbrunt.
Man har också använt svarta jordfärger som skiffersvart och grafit.
Pigment som tillverkas av krossade mineraler kallas oftast inte jordpigment, även om de ibland har likartade egenskaper. Bland dessa pigment finns vit krita, röd cinnober och blå och gröna pigment som innehåller kopparkarbonat.

## Syntetiska järnoxidpigment
Under 1800-talet började man tillverka järnoxidpigment som hade samma färgande ingredienser som jordfärgerna men var renare och hade större brytkraft. Därmed kunde man åstadkomma mera färgstarka och jämnare kulörer. Exempel på sådana pigment är (järn)oxidrött, (järn)oxidgult och (järn)oxidbrunt. Med ett äldre samlingsnamn kallas de marsfärger. Idag har de syntetiska järnoxiden helt ersatt de naturliga jordfärgerna vid industriell tillverkning, medan jordfärgerna används i konstnärsfärger, i byggnadsantikvariska sammanhang och i färg som tillverkas i mindre skala.
Det är långt ifrån säkert att de pigment som säljs som ockra, umbra eller andra jordfärgsnamn verkligen är naturliga jordfärger. Ibland kan de i stället helt eller delvis bestå av motsvarande syntetiska pigment och därmed få delvis andra egenskaper. Det händer också att man tillsätter kalcit till pigmenten.
I den internationella pigmentdatabasen Colour Index kallas de syntetiska järnoxidpigmenten, oavsett handelsnamn, Pigment Yellow 42, Pigment Red 101 och Pigment Brown 6,  med de verksamma ingredienserna specificerade som C.I 77491, 77492 och 77499. Det finns även ett järnoxidsvart pigment (Pigment Black 11) som saknar motsvarighet bland de naturliga jordpigmenten. 

## "Pyntning"
Eftersom jordfärgerna oftast är ganska kulörsvaga har det varit vanligt att man förstärkt eller "pyntat" dem med andra pigment, ibland med helt andra egenskaper. I medeltida kalkmåleri kunde man förstärka de gula och röda jordpigmenten med blygult eller blymönja, som gav starka och klara färger men som idag har brutits ned och blivit grå eller svarta. Senare har man förstärkt jordpigmenten med syntetiska oorganiska pigment som kromgult eller med organiska pigment och därmed påverkat färgernas åldrande och ibland förstört möjligheten att använda pigmenten i kalkfärg.